# الحسيني عبده

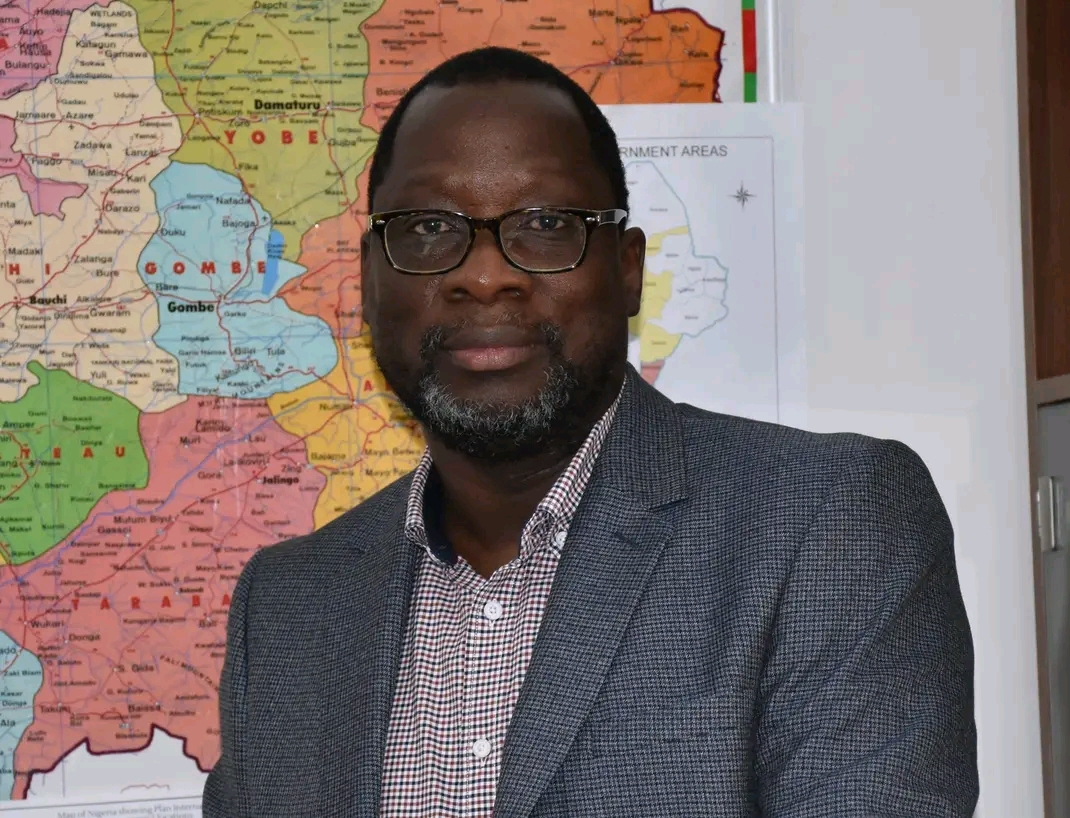
الحسيني عبده

حسيني عبده هو خبير اقتصادي سياسي نيجيري ومتخصص في دراسات الدفاع في أكاديمية الدفاع النيجيرية في كادونا .
وقد شمل عمله المراجعات المؤسسية والمستقلة، والتخطيط الاستراتيجي، والاستشارات الدولية في أفريقيا وأمريكا اللاتينية .
شغل عبده منصب المدير القطري لمنظمة ActionAid Nigeria من عام 2009 إلى عام 2015. ثم عمل كمدير قطري لمنظمة Plan International Nigeria من أبريل 2015 حتى فبراير 2021.
وقد كتب كتابين عن المجتمع المدني النيجيري والأفريقي، والأمن، والحكم الديمقراطي ، والتنمية. بعنوان: "صراع الهوية: الدولة والمجتمع والصراعات العرقية والدينية في شمال نيجيريا" صدر عام 2010، و" بورغو المقسمة: الدولة والسياسة والمجتمع في منطقة حدودية بغرب أفريقيا" صدر عام 2019. وقد كتب أيضا في المجلات العلمية .[أي منها؟]</link> 